# Aphylla tenuis
Aphylla tenuis är en trollsländeart som först beskrevs av Hagen in Selys 1859.  Aphylla tenuis ingår i släktet Aphylla och familjen flodtrollsländor. IUCN kategoriserar arten globalt som livskraftig. Inga underarter finns listade i Catalogue of Life.